# Monumento a la batalla de Princeton
El Monumento a la Batalla de Princeton está ubicado en Princeton, Nueva Jersey, Estados Unidos adyacente a Morven y al distrito municipal de Princeton. El monumento conmemora la Batalla de Princeton del 3 de enero de 1777 y representa al General George Washington llevando a sus tropas a la victoria y la muerte del General Hugh Mercer. Se encuentra a 50 pies (15,2 m) altura y se inspiró en las tallas del Arco de Triunfo de París. Diseñado para anclar visualmente el extremo occidental de Nassau Street, el monumento y su parque son un legado del City Beautiful Movement.

## Historia

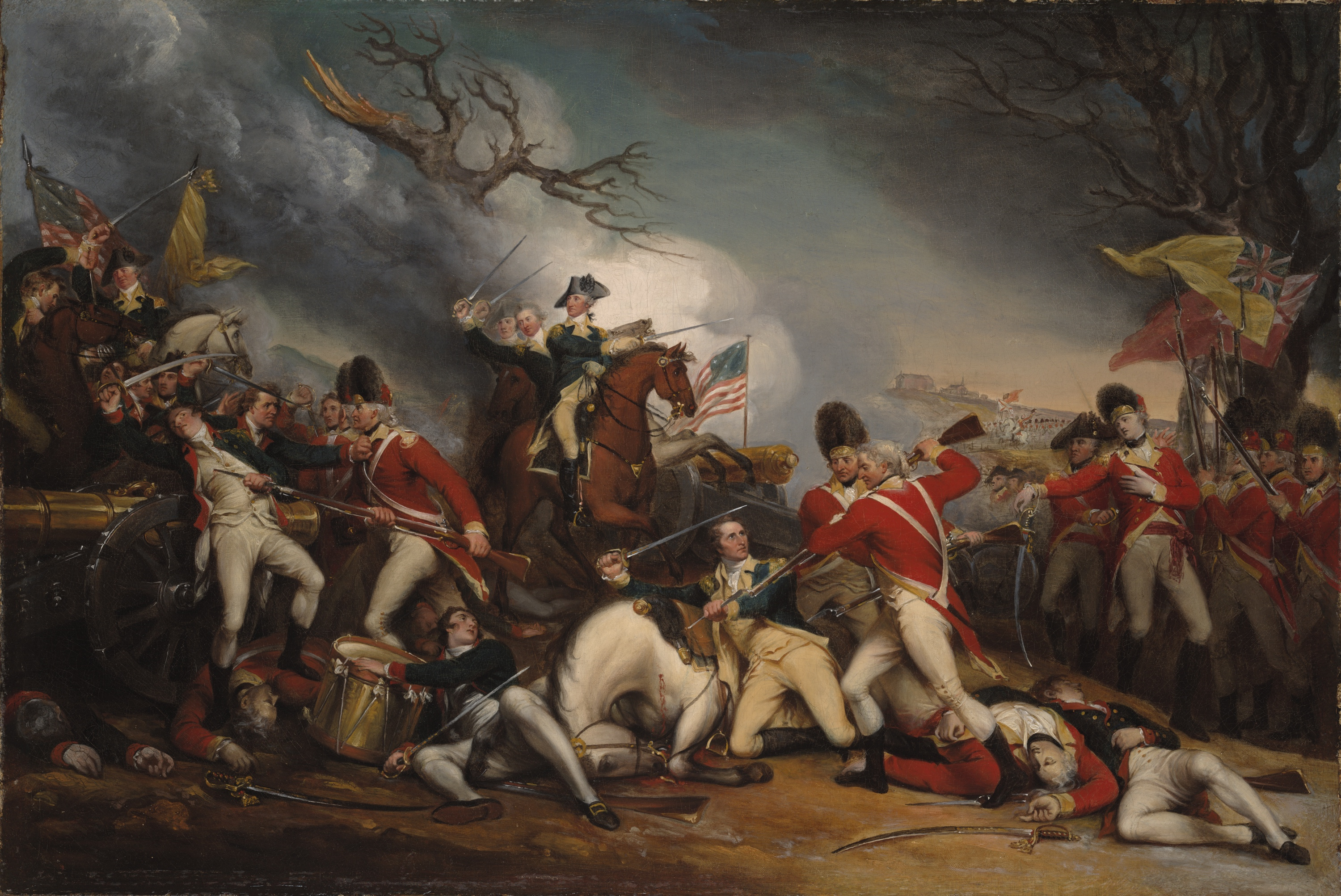
La muerte del general Mercer en la batalla de Princeton, 3 de enero de 1777 por John Trumbull.

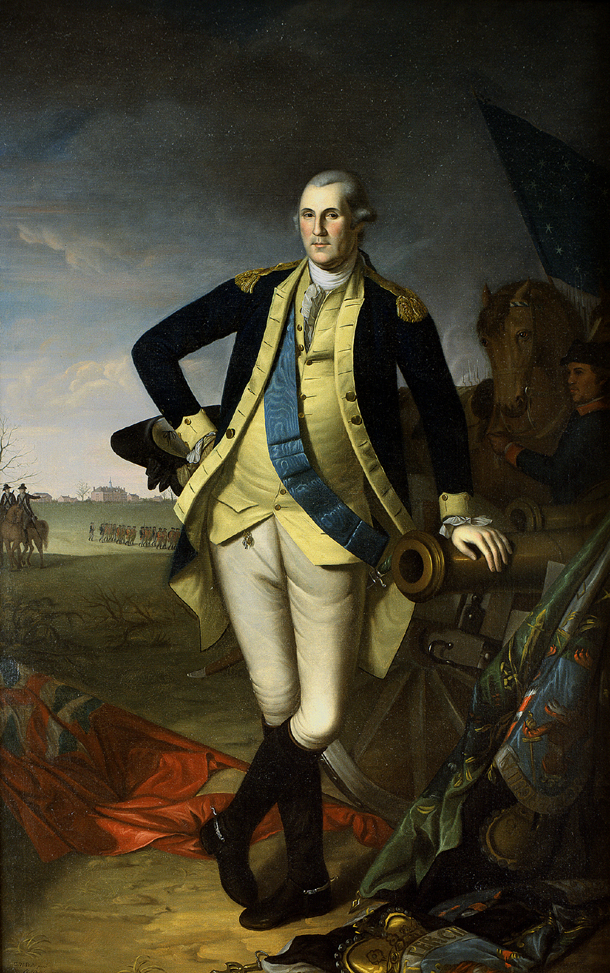
Washington en Princeton por Charles Willson Peale (1779).

### Diseño

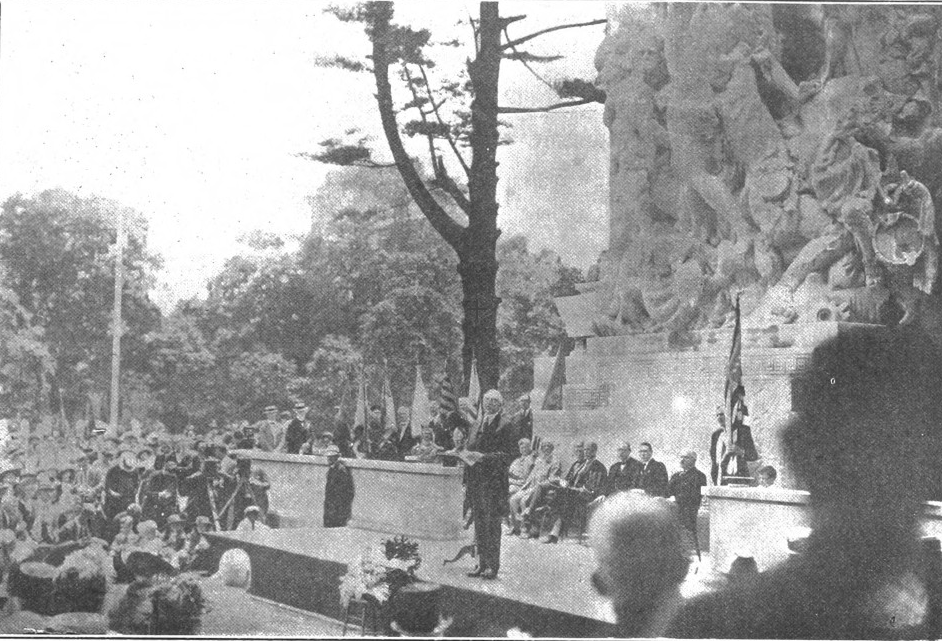
El presidente Warren G. Harding en la dedicación del monumento.

Una ley del Congreso del 8 de junio de 1906 asignó $30,000 para ser entregados a la Asociación de Monumento a la Batalla de Princeton para la erección de un monumento que conmemora la Batalla de Princeton. La asociación, que se remonta a 1887 e incluía a notables locales como Allan Marquand y Moses Taylor Pyne, debía igualar los $30.000 con una suma igual recaudada de forma independiente. El 24 de febrero de 1908, después de haber recaudado los fondos necesarios, la asociación encargó al destacado escultor de Bellas Artes Frederick William MacMonnies la construcción del monumento. El diseño arquitectónico fue realizado por Thomas Hastings de la aclamada firma Carrère & Hastings.
Fue difícil encontrar una ubicación adecuada para el monumento y primero se planeó para el terreno en la esquina de las calles Mercer y Nassau. Esa parcela triangular se limpió de edificios en 1913, pero finalmente se usó para el Monumento a la guerra de Princeton. En 1914, Princeton Inn Company donó una propiedad. The Inn, que se encontraba en la ubicación actual del Borough de Princeton Hall, donó 500 pies (152,4 m) tramo de tierra entre Bayard Lane y Morven, desde Stockton Street al norte hasta la hilera de castaños frente a la posada. Esta propiedad no solo proporcionó suficiente espacio para el monumento y un parque, sino también un lugar muy visible donde el monumento podría estar al final de una larga vista desde Nassau Street.
El diseño de MacMonnies es un bajorrelieve de color gris claro con George Washington a caballo como figura dominante. Washington es representado rechazando severamente la derrota e inspirando a sus tropas cansadas por la batalla a la victoria. Debajo de Washington hay una mujer joven que personifica a la Libertad, con un gorro frigio y sosteniendo una pancarta para instar a los soldados a seguir adelante. Está flanqueada por soldados y un baterista del Ejército Continental. Debajo se puede ver la muerte del general Mercer, de quien se nombraría el condado local. La estructura originalmente estaba destinada a ser de bronce y granito, pero en 1918 se decidió que la piedra caliza de Indiana sería preferible.
El monumento, que fue tallado in situ por los hermanos Piccirilli, se completó en 1922 y fue dedicado por el presidente Warren G. Harding. Las festividades estuvieron marcadas por un saludo de 21 cañones por parte del ROTC de la Artillería de Campaña de la Universidad de Princeton y una invocación del reverendo Paul Matthews, obispo de la Diócesis Episcopal de Nueva Jersey. El presidente recibió un título honorario de Doctor en Derecho de la Universidad de Princeton el mismo día.

### Iluminación y Restauración
La iluminación nocturna del Monumento fue parte del plan original para su construcción, pero fue solo en 2007, 85 años después de la finalización del Monumento, que el trabajo de iluminación finalmente comenzó, después de un exitoso esfuerzo de recaudación de fondos por parte de Princeton Parks Alliance. Charles Stone de la firma neoyorquina Fischer Marantz Stone diseñó el esquema de iluminación. Después de años de negligencia y restauraciones fallidas, el monumento se sometió a un tratamiento de conservación profesional en 2006 y 2007, como parte de la iniciativa de preservación histórica del estado de Nueva Jersey. El tratamiento fue realizado por Aegis Restauro, LLC dirigida por los conservadores, Zbigniew Pietruszewski y Joanna Pietruszewski, y Farewell, Mills and Gatsch Architects. En septiembre de 2007, el Monumento se volvió a dedicar ceremoniosamente cuando se encendieron las luces por primera vez.

### Inscripción
La inscripción en la cara posterior del monumento, compuesta por Andrew Fleming West, dice:
Aquí la memoria perdura para recordar la mente que lo guía, cuyo atrevido plan superó al enemigo y convirtió la consternación en esperanza, cuando Washington, con rápida resolución, marchó a través de la noche, para luchar al amanecer y aventurarnos todos en una batalla victoriosa por nuestra libertad.
Una frase en latín dice:
Saecula Praetereunt Rapimur Nos Ultro Morantes Adsis Tu Patriae Saecula Qui Dirigis
Las edades pasan. Nosotros también, aunque demorados, nos apresuramos. Oh Tú, que guías las edades, quédate para proteger nuestra tierra.

## Galería

El Monumento y el Parque
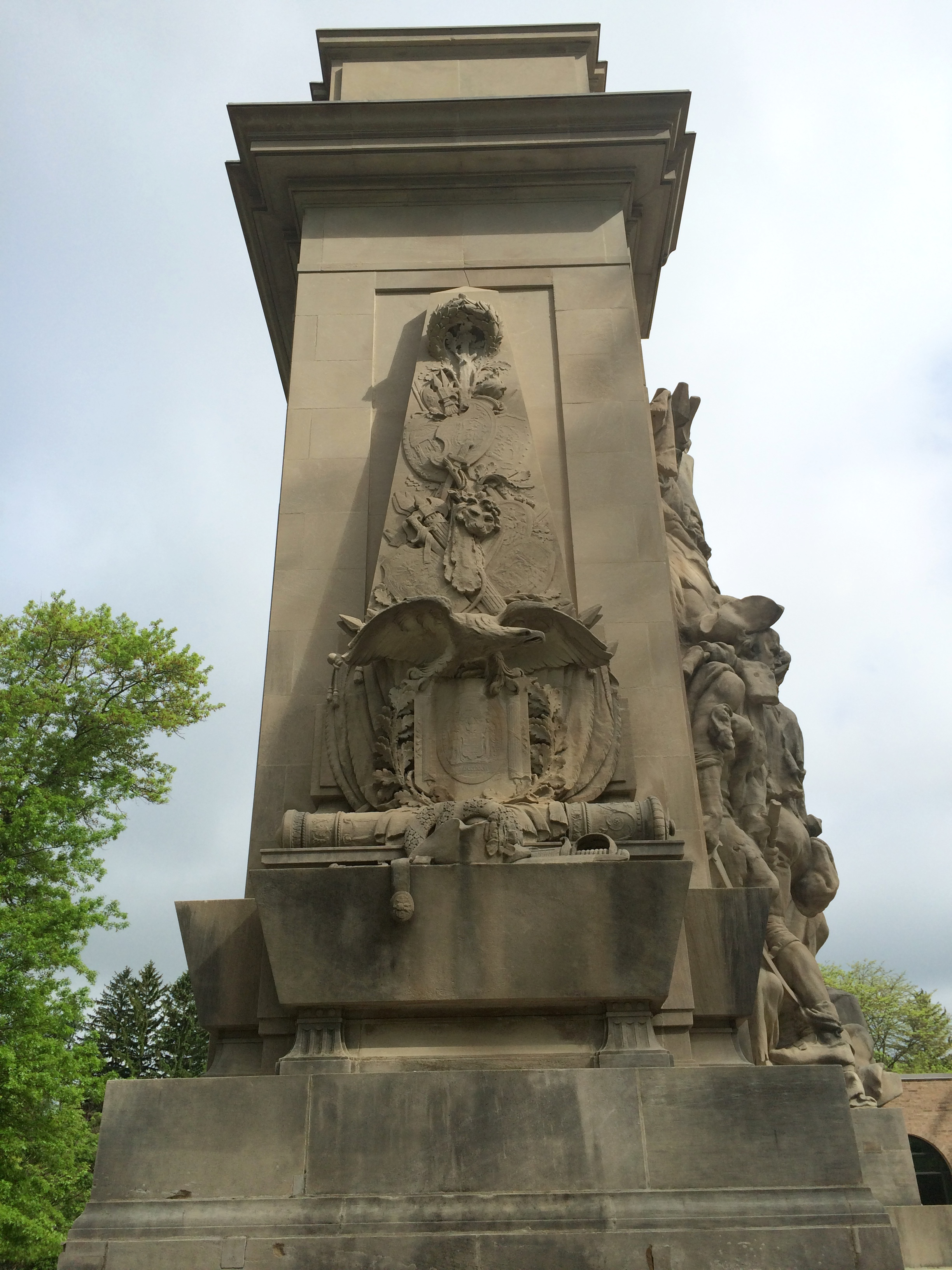
La fachada sur; los lados del monumento muestran el sello de los Estados Unidos y las trece colonias originales.
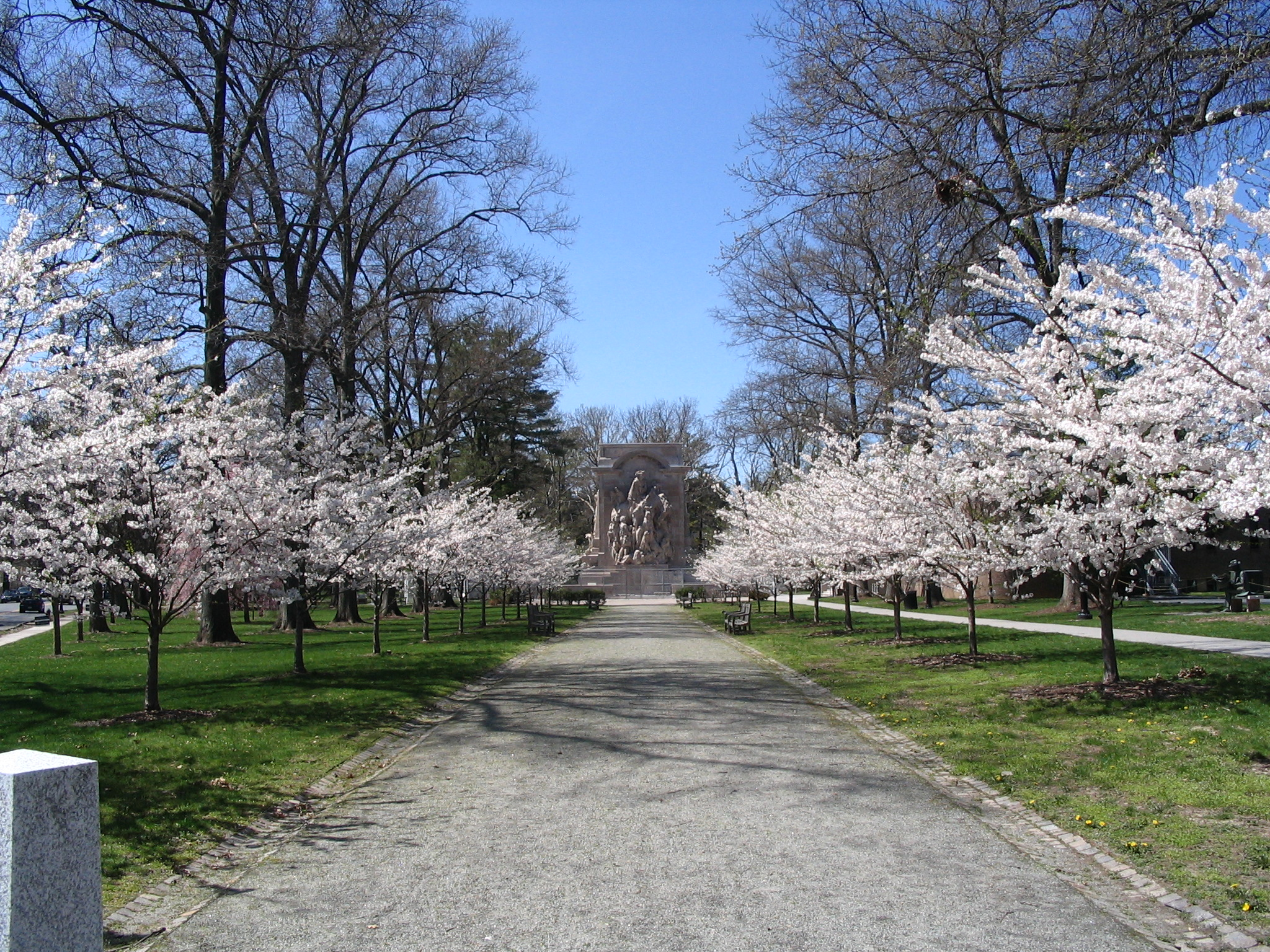
El centro comercial que conduce al monumento, que se alinea con Nassau Street. Los cerezos son una adición moderna y florecieron por primera vez en 2002.
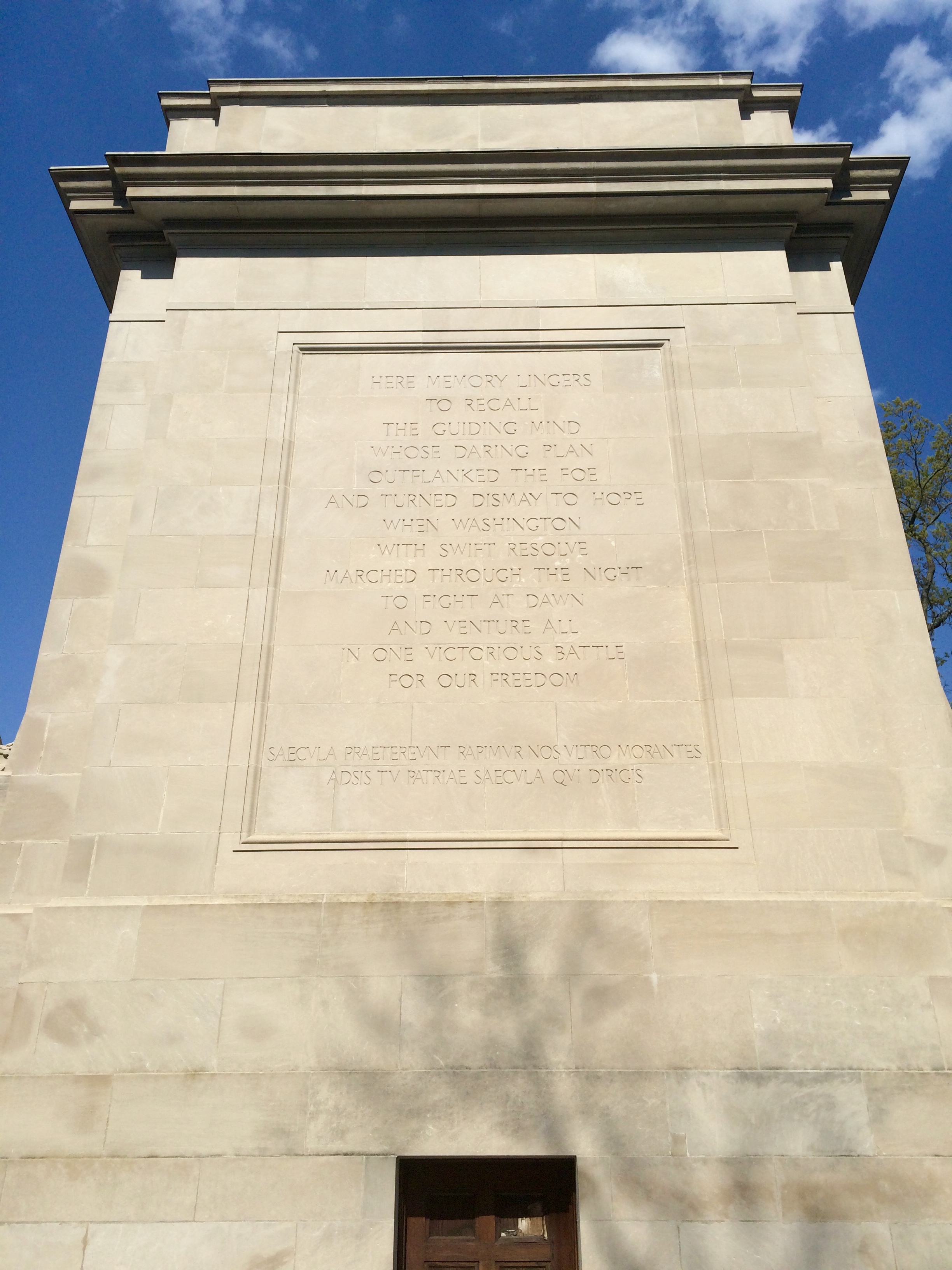
La cara posterior del monumento que muestra la inscripción.
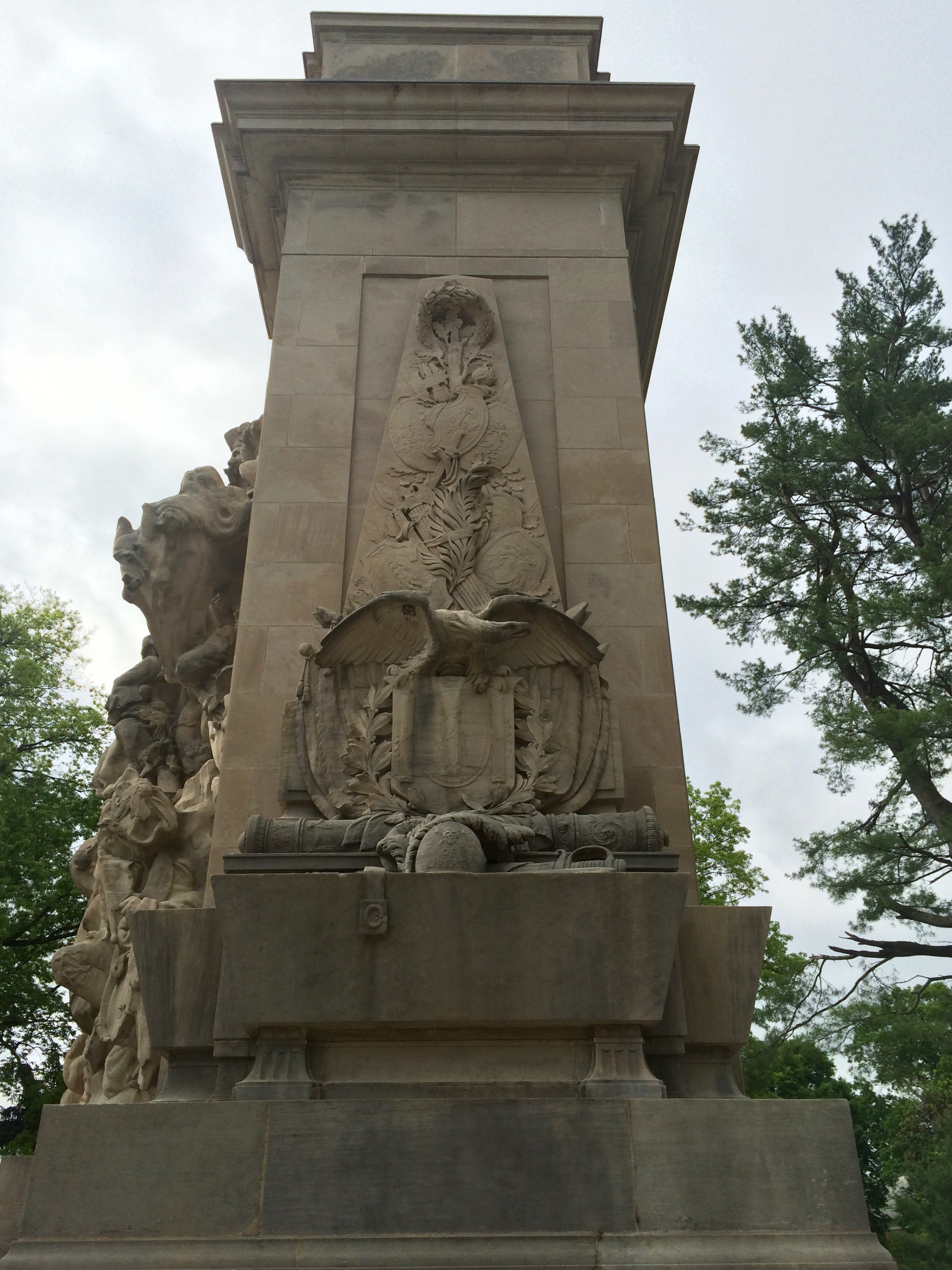
La fachada norte, tenga en cuenta el " O Liberty "en la parte inferior central

Estatuas del parque
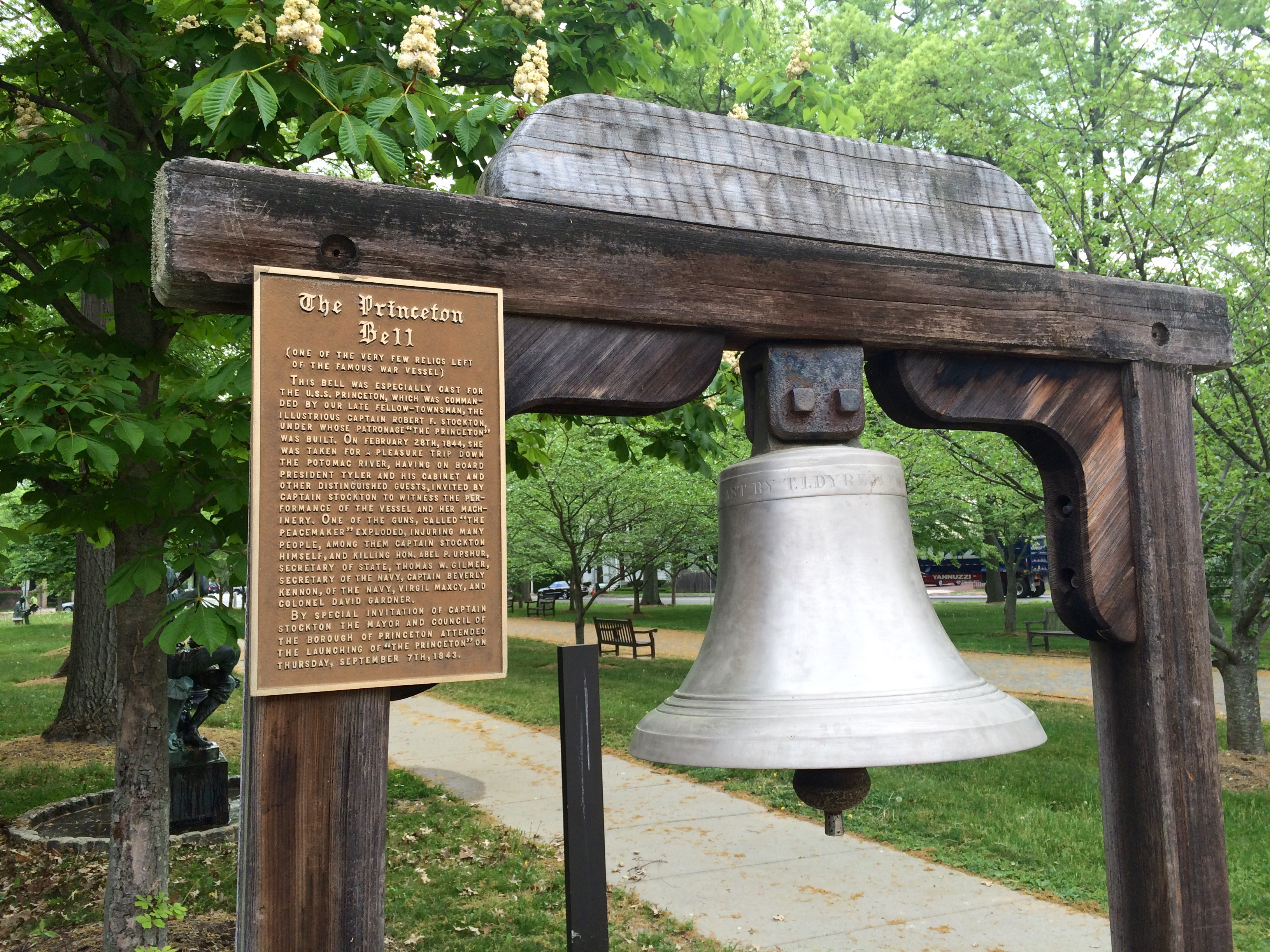
La campana del primero de los seis barcos llamados USS Princeton (1843) en la Armada de los Estados Unidos, a bordo del cual ocurrió la explosión conocida como el desastre del USS Princeton de 1844.
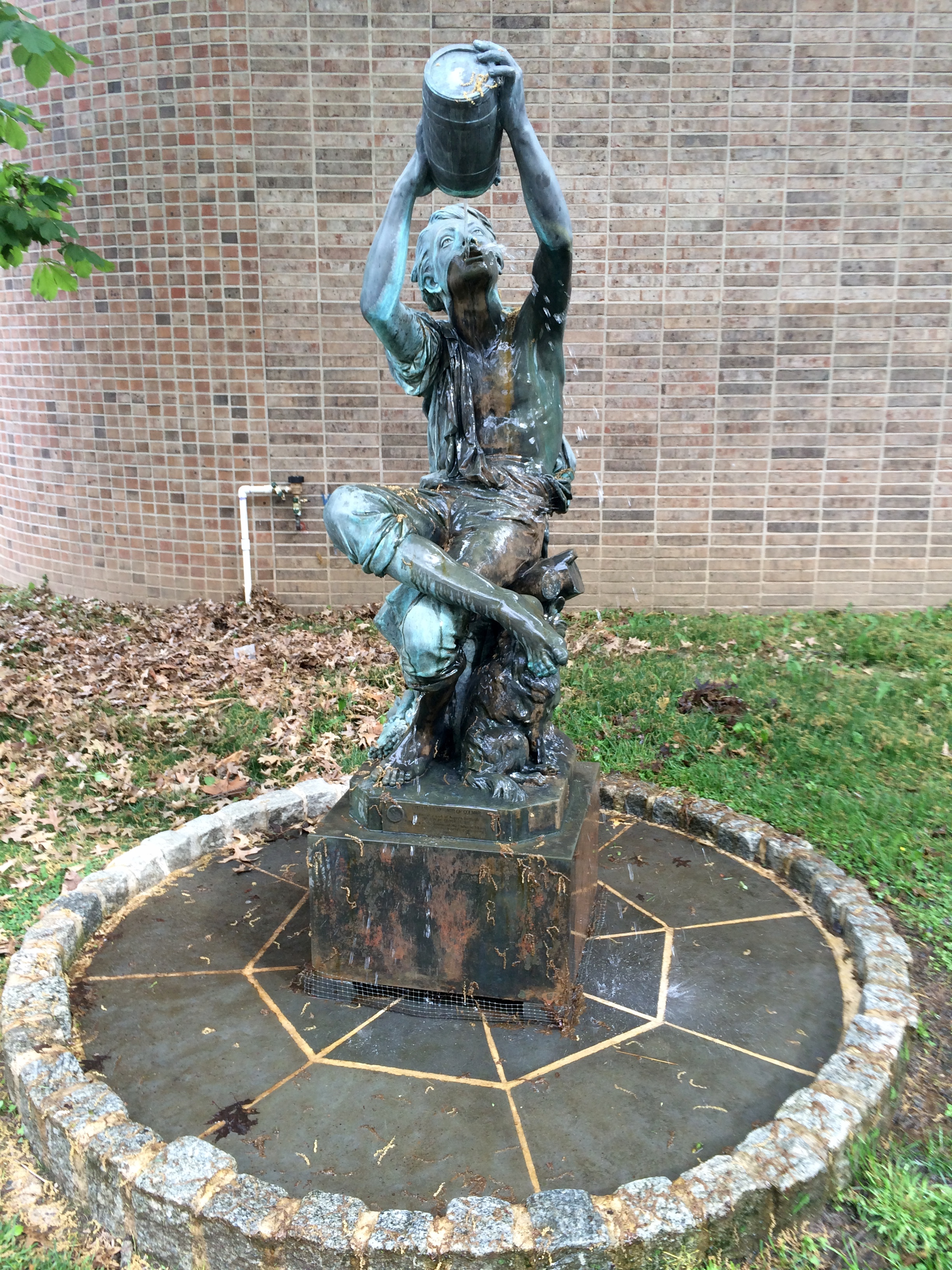
Una réplica de El pequeño viticultor de Colmar de Frédéric Auguste Bartholdi, entregada a Princeton en 1988 por su ciudad hermana, Colmar, Francia.
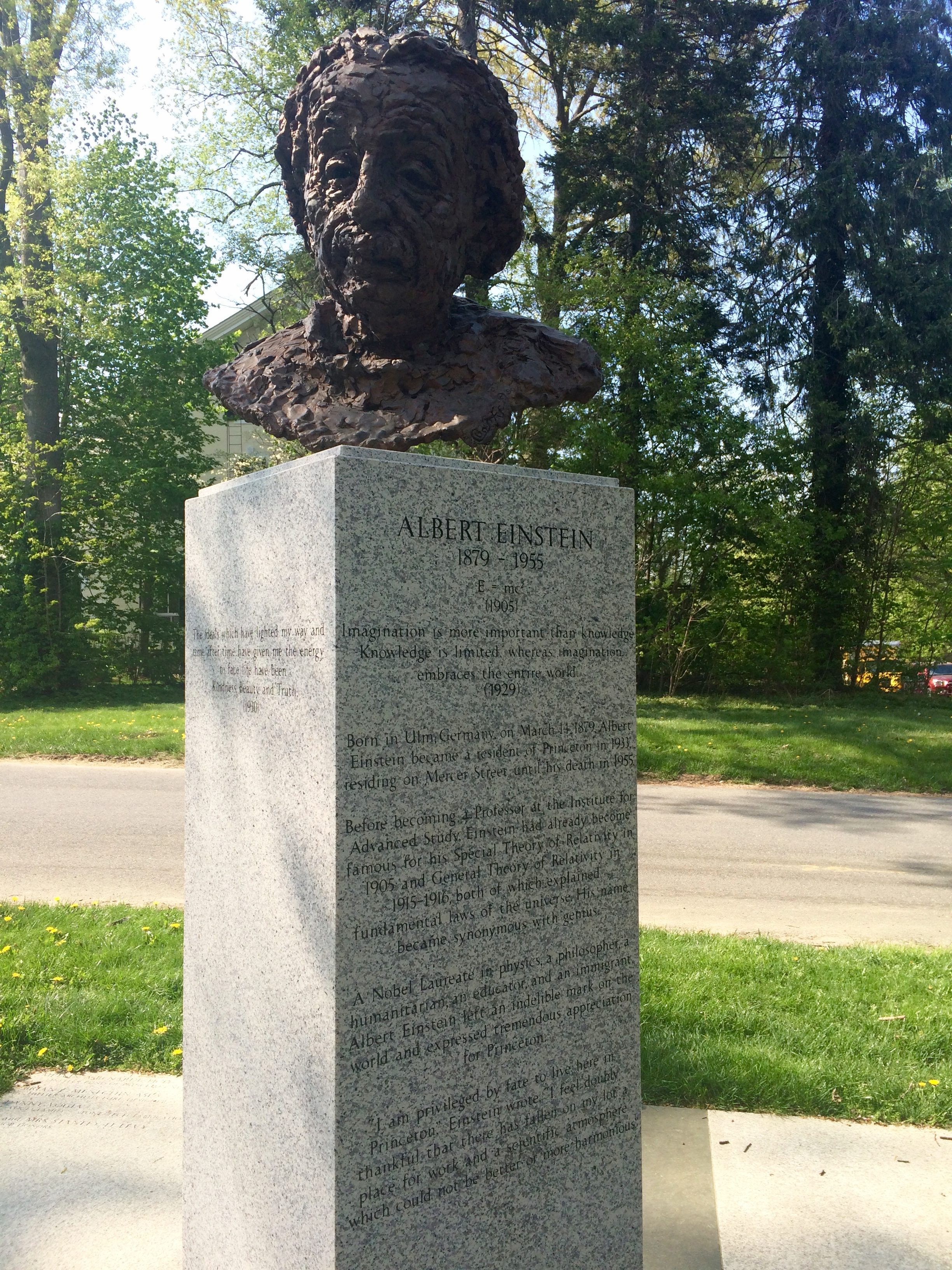
Busto de Albert Einstein, que vivió en Princeton desde su huida de Alemania en 1933 hasta su muerte en 1955.
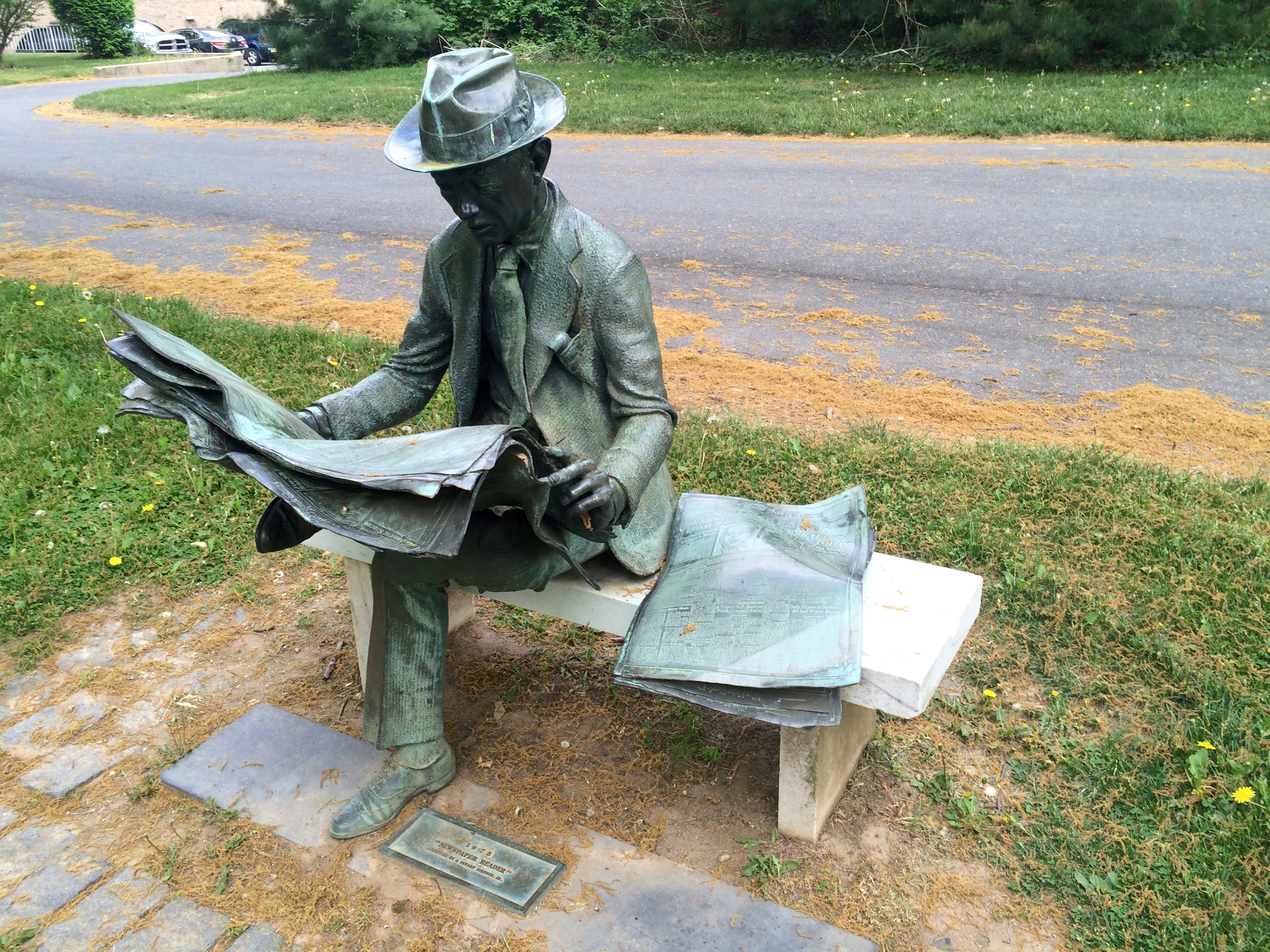
El lector de periódicos de John Seward Johnson II (1975).